# Птеридини

Будова птеридину

Птеридини, птерини (англ. pteridines) — природні речовини, похідні птеридину, в основі молекул яких лежить конденсований гетероцикл піримідо[4,5-в]піразин.
Такі речовини є кристалічними, важкорозчинними як у воді, так i в органічних розчинниках. Багато з них є люмінесцентними сполуками. Сюди відноситься ряд вітамінів групи фолієвої кислоти.